# Закон, Дмитрий Александрович
Дмитрий Александрович Закон (род. 23 июня 1951, Саратов, СССР) – советский, российский и немецкий музыкант, продюсер и промоутер. 
Организатор многочисленных концертов и фестивалей, член жюри международных музыкальных конкурсов, основатель и генеральный директор немецкого музыкального телеканала «iMusic One», директор немецкой компании «Zakon Music & Media». Промоутер группы «Boney M» в 1989-1999 годах. 
В качестве музыканта работал с Владимиром Высоцким, Дин Ридом, Аллой Пугачёвой, Юрием Антоновым, ансамблями «Шестеро молодых», «Лейся, песня», «Диалог» и другими. 

## Биография
Родился 23 июня 1951 года в Саратове в семье музыкантов. Отец – Александр Закон (1911-1976) – скрипач, педагог в Саратовской, Московской и Горьковской консерваториях. Мать – Лариса Закон (1923-2019) – пианистка, педагог.
С 4 лет Дмитрий начал заниматься музыкой, сначала на скрипке, а затем на фортепьяно. В 1968 году окончил горьковскую общеобразовательную и музыкальную школу № 8. В 1968-1969 годах работал концертмейстером в детской музыкальной школе № 7. В 1971 году окончил отделение фортепиано Горьковского музыкального училища (сейчас Нижегородский музыкальный колледж им. М. А. Балакирева). С 1971 по 1973 проходил службу в рядах Советской армии.
В 1985 году Дмитрий поступил на продюсерский факультет ГИТИСа, но проучившись несколько курсов, из-за плотного графика зарубежных гастролей, ушёл из института, так и не окончив его. 

## Карьера и творчество
В 1969 году стал одним из основателей и клавишником группы «Второе дыхание». На одном из первых в СССР рок-фестивале «Серебряные струны 71» группа заняла второе место. 
В 1973-1979 годах Дмитрий работал клавишником и руководителем в нескольких музыкальных коллективах: «Эстрада Волги и Оки», «Хохлома» (Горьковская филармония), группа «Романтики» и болгарская певица Маргарита Григорова (Госконцерт и Владимирская филармония), ансамбль «ИВА» (Краснодарская филармония), группа «Шестеро молодых» (Саратовская филармония). С ансамблем «ИВА» гастролировал по всему СССР, в 1976 году ансамбль стал лауреатом международного конкурса в Паланге и всесоюзного конкурса эстрадной песни в Сочи.
В составе группы «Шестеро молодых» участвовал в записи 4 песен для фильма «Завтрак на траве». В 1978 году в составе группы аккомпанировал Владимиру Высоцкому на гастролях в Казани, а в 1979 году участвовал в совместных концертах на БАМе с американским певцом Дин Ридом.
В 1979 году Дмитрий становится клавишником, а позже директором ансамбля «Лейся, песня». Участвовал в  записи альбома «Сегодня и вчера». В 1984 году Дмитрий в составе группы выезжал с концертами в Афганистан в зону боевых действий.
В 1985 году был клавишником группы «Аэробус», которая аккомпанировала Юрию Антонову в турне по Чехословакии.
В 1985 году стал директором рок-группы «Диалог», которая на фестивале в Тбилиси «Весенние ритмы 80» вошла в тройку победителей. Группа работала от Кемеровской филармонии. В 1986 году «Диалог» выступил на московском фестивале «Рок-панорама», а в 1987 году на международном фестивале MIDEM в Каннах. С программой «Red Rock from Siberia» «Диалог» под его руководством объездил 23 страны.
В 1989 году театр Пугачёвой и канадская компания Seabeco group организовали одно из первых в СССР совместных предприятий SAV Entertainment, которая стала альтернативой Госконцерту СССР, от имени которого Дмитрий занимался организацией и проведением зарубежных гастролей советских артистов (Алла Пугачёва, группа «Рок-Ателье», группа Владимира Преснякова, Лариса Долина и другие). 
В 1989 году Дмитрий стал эксклюзивным промоутером группы «Boney M» с Лиз Митчелл на территории Восточной Европы, проработав с коллективом до 1999 года.
В 1991 году Дмитрий переехал на постоянное место жительство в Германию и начал работать в «Gimec concert service GmbH» города Гиссен в качестве промоутера и акционера компании. 
В 1993 году он становится партнёром и директором франкфуртской фирмы «Solo Florentin Music GmbH», которая занималась организацией и проведением гастролей российских исполнителей в Европе, записью и выпуском аудиокассет (МС) и компакт-дисков (CD).
В 1999 году Дмитрий собирает музыкантов, живущих в Германии и имевших в разные годы отношение к ВИА «Лейся, песня», и организует группу «LP-Inter». В 2004 году компания «Sony Music Entertainment» совместно с «MNC Music» выпускает альбом группы «LP-Inter», в который вошли популярные хиты 1980-х в новом современном звучание. Группа много гастролирует в Германии, Израиле, Канаде, США, Чехословакии, России и других странах.
Также в 1999 году Дмитрий организует компанию «Zakon Music & Media», которая занимается букингом и привозом зарубежных исполнителей в Россию, а также организацией в Германии крупномасштабных мероприятий и фестивалей. 
Начиная с 2002 года, несколько лет подряд  Дмитрий  был членом жюри и организатором выступлений зарубежных артистов на международном конкурсе «Морской узел» в Новороссийске.
В 2005 году он создал в Германии музыкальный телеканал «iMusic One», который начинает вещание 24 мая 2006 года по кабельным каналам и спутнику Astra. Через несколько лет, «iMusic One TV» обогнал VIVA и стал вторым по рейтингу в Германии музыкальным телеканалом после MTV. Дмитрий являлся акционером и генеральным директором телеканала с 2005 по 2012 год.
В 2007 году Дмитрий стал соорганизатором первого чемпионата мира по футболу среди артистов, а также спонсором фестиваля и сборной команды Германии.
В 2012 году Дмитрия участвовал в организации международного конкурса «Евровидение» в Баку, занимался вопросами презентации, жеребьёвкой конкурса, подготовкой технического оборудования, церемонией открытия и заполнением пауз в полуфинале и финале между выступлением конкурсантов.
В период с 1993 по 2017 год Дмитрий был одним из партнёров и членом жюри международного фестиваля «Белые ночи Санкт-Петербурга».
В 2014 году компания Дмитрия становится соорганизатором презентации всемирной выставки ЭКСПО 2017 в Астане.
В 2016-2017 годах Дмитрий был одним из организаторов культурной программы этапов «Формулы 1» Гран-при Европы в Баку.
В 2018-2019 годах Дмитрий помогал компании «M Premiere» в организации зарубежных артистов фестиваля «PaRus» в Дубае.
В 2020 году принимал участие в организации гастрольного тура немецкой группы «Lindemann».

## Личная жизнь
В браке с 1979 года. Жена — Наталия Закон. Есть двое сыновей – Роман и Мик.

## Дискография
В качестве музыканта и продюсера принимал участие в записи следующих альбомов:
- Чаривны гитары (LP, 1980, Мелодия)
- Шестеро молодых (EP, 1981, Мелодия)
- Лейся, песня «Сегодня и вчера» (LP, 1982, Мелодия)
- Лейся, песня «Танцевальный час» (EP, 1983, Мелодия)
- Лейся, песня «Радио – лучше всего» (EP, 1983, Мелодия)
- Диалог «3» (LP, 1988, Мелодия)
- Dawn Dialogue «I Put The Spell On The Fire» (CD, 1989, WMMS)
- LP-Inter (CD, 2004 Sony Music & NMC Music)